# Mario Chiesa
Mario Chiesa (Brescia, 17 november 1966) is een voormalig Italiaans wielrenner, beroeps van 1988 tot 1997. Anno 2017 is hij ploegleider bij Bahrein-Merida Pro Cycling Team.

## Belangrijkste overwinningen
1990
- Trofeo Matteotti

## Resultaten in voornaamste wedstrijden
| Jaar | Ronde van Italië | Ronde van Frankrijk | Ronde van Spanje |
| ---- | ---------------- | ------------------- | ---------------- |
| 1988 |                  |                     | 82e              |
| 1989 | 92e              |                     |                  |
| 1990 | 137e             |                     |                  |
| 1991 |                  |                     | buiten tijd      |
| 1992 |                  | 117e                | 118e             |
| 1993 | 64e              | 92e                 |                  |
| 1994 | 59e              | 114e                |                  |
| 1995 | 81e              | opgave              | 112e             |
| 1996 |                  | 125e                |                  |
| 1997 | 82e              |                     |                  |

| Jaar | Milaan-San Remo | Ronde van Vlaanderen | Amstel Gold Race |
| ---- | --------------- | -------------------- | ---------------- |
| 1988 |                 |                      | 77e              |
| 1989 | 85e             |                      |                  |
| 1990 |                 |                      |                  |
| 1991 | 70e             |                      |                  |
| 1992 | 179e            |                      |                  |
| 1993 |                 |                      |                  |
| 1994 | 78e             |                      |                  |
| 1995 | 100e            |                      |                  |
| 1996 | 157e            |                      |                  |
| 1997 | 91e             | 75e                  | 76e              |